# Ланцов, Владимир Степанович
Влади́мир Степанович Ланцо́в (15 октября 1925, Бачаты, Сибирский край — 9 января 2005, Барнаул) — советский хозяйственный, государственный и политический деятель, бригадир слесарей Алтайского моторного завода Министерства тракторного и сельскохозяйственного машиностроения СССР, город Барнаул. Герой Социалистического Труда.

## Биография
Родился в 1925 году в селе Бачаты. Член КПСС с 1953 года.
С 1940 года — на хозяйственной, общественной и политической работе. В 1940—1990 годах — слесарь на Беловской сапоговаляльной фабрике, участник Великой Отечественной войны, ученик слесаря-ремонтника, слесарь-инструментальщик Барнаульского комбайно-сборочного завода, бригадир слесарей Алтайского моторного завода Министерства тракторного и сельскохозяйственного машиностроения СССР.
Указом Президиума Верховного Совета СССР от 5 августа 1966 года присвоено звание Героя Социалистического Труда с вручением ордена Ленина и золотой медали «Серп и Молот».
Умер в Барнауле в 2005 году.